# Aorta Ridge
Aorta Ridge ist ein Gebirgskamm im Süden des ostantarktischen Viktorialands. Er trennt in den Denton Hills an der Scott-Küste den Miers-Gletscher vom Adams-Gletscher und erstreckt sich ostwärts zum Holiday Peak.
Der Name ist seit 1994 durch das New Zealand Geographic Board anerkannt. Die Benennung nach der Aorta leitet sich vom in den 1960er Jahren gebräuchlichen inoffiziellen Namen The Heart (übersetzt: „Das Herz“) für den Holiday Peak ab.